# Palacio de la Ribera
El Palacio de la Ribera, en Valladolid, fue la residencia veraniega de Felipe III. Su construcción data del siglo XVII (1602-1605), como parte del proceso de transformación urbanística que experimentó la ciudad tras la llegada de la Corte a Valladolid, en 1601 hasta 1606 por consejo del valido Francisco de Sandoval y Rojas, duque de Lerma. Fue progresivamente abandonado y en 1761 pasó a formar parte del patrimonio perdido de Valladolid. Aún hoy se conservan ruinas del edificio.

## Historia
El palacio era uno de los edificios de la Huerta del Rey, que da nombre al barrio. El edificio se encuentra a la altura del paseo de las Moreras pero al otro lado del río Pisuerga, en su margen derecha, se puede ver desde la playa.
Los trabajos del nuevo palacio campestre, en la ya denominada Huerta del Rey, comenzaron en 1602. Allí los asuntos oficiales de estado, en este, fiestas y relajación. Los trabajos se realizaron paralelamente en el palacio y la huerta. El edificio, acondicionado por Francisco de Mora, con la posible colaboración de Diego de Praves, Juan de Nates y Bartolomé de la Calzada, estaba terminado en 1605.
Entre los acontecimientos ocurridos en este entorno vallisoletano, destaca la primera inmersión de un buzo de la historia. Dicho acontecimiento tuvo lugar el 2 de agosto de 1602, y el propio Felipe III, junto con miembros de la Corte, asistió al evento. El inventor del traje de buceo empleado fue Jerónimo de Ayanz, quien destaca también por inventar la primera máquina de vapor. Valladolid fue el lugar escogido por Jerónimo de Ayanz para realizar la mayoría de sus ensayos.
En la actualidad se puede observar una gran pared de sillería y una estancia construida en ladrillo. Esta última habitación, que estaba decorada con azulejos, no se sabe muy bien cuál fue su uso aunque se cree que tenía una fuente.
Del resto del palacio nada se conserva. Su deterioro fue tal que en 1761 se permitió desmantelarlo y sus piedras y azulejos se utilizaron en otros edificios como el Palacio Real. A día de hoy, el palacio de Felipe III linda con los cimientos de un aparcamiento.
El 26 de enero de 2011 se inauguraron las obras de acondicionamiento del entorno del palacio, pudiéndose visitar sus restos gracias a una senda de 300 metros que se adecuó junto al río Pisuerga. El paseo termina en el edificio que fue la primera central térmica de Valladolid, que sirvió para alumbrar la ciudad desde 1887 hasta 1905. A partir de 1922 este edificio se convirtió en una fábrica de carburadores dirigida por el ingeniero Isidro Rodríguez Zarracina (I.R.Z.), que sirvió para impulsar la industria en Castilla.
En junio de 2015 se desbroza parte del talud que da al río con el objetivo de situar un embarcadero que recuerde al embarcadero con forma de torre al que llegaban galeras y góndolas.

## Galería de imágenes

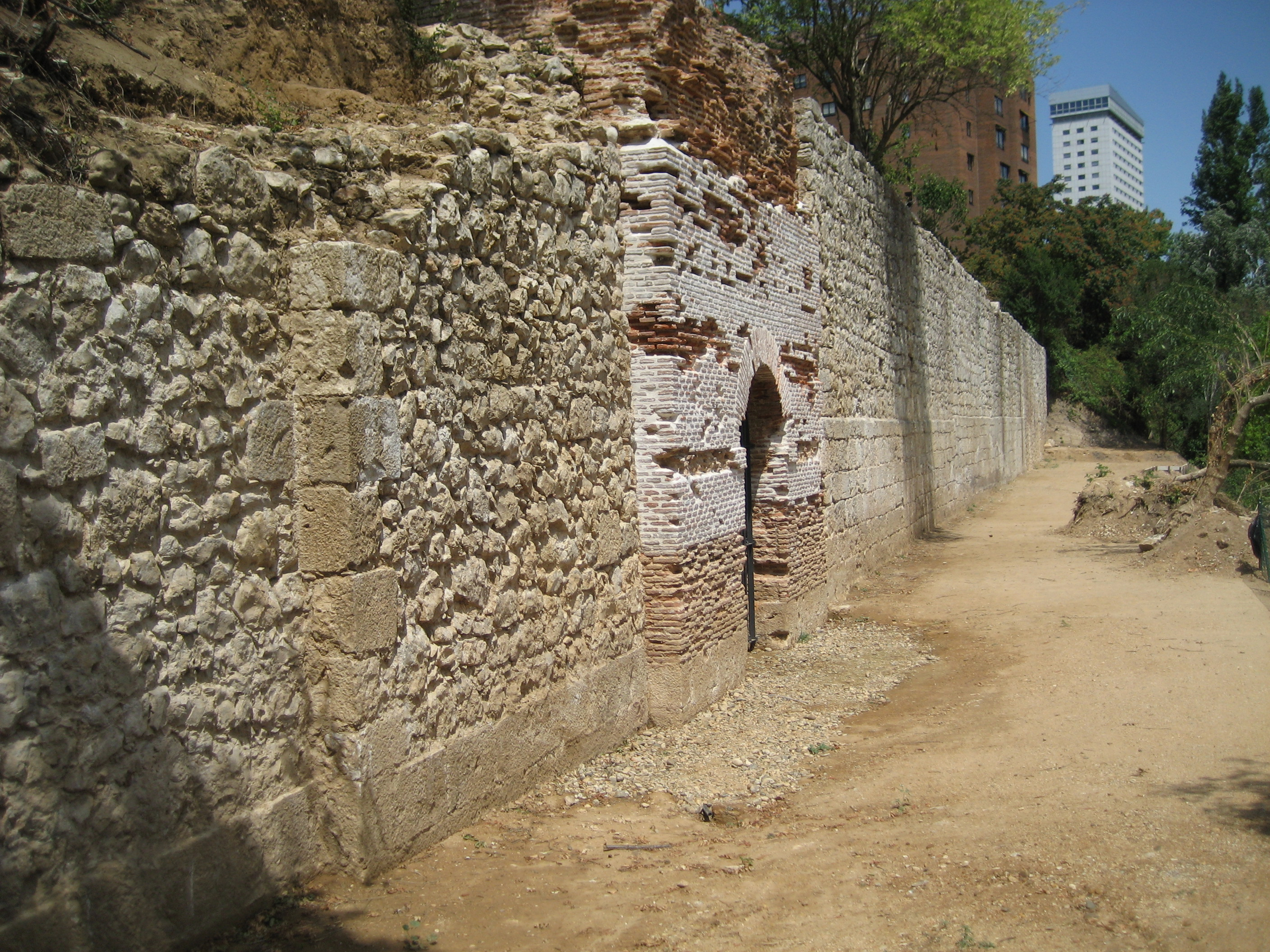
Ruinas del palacio de la Ribera
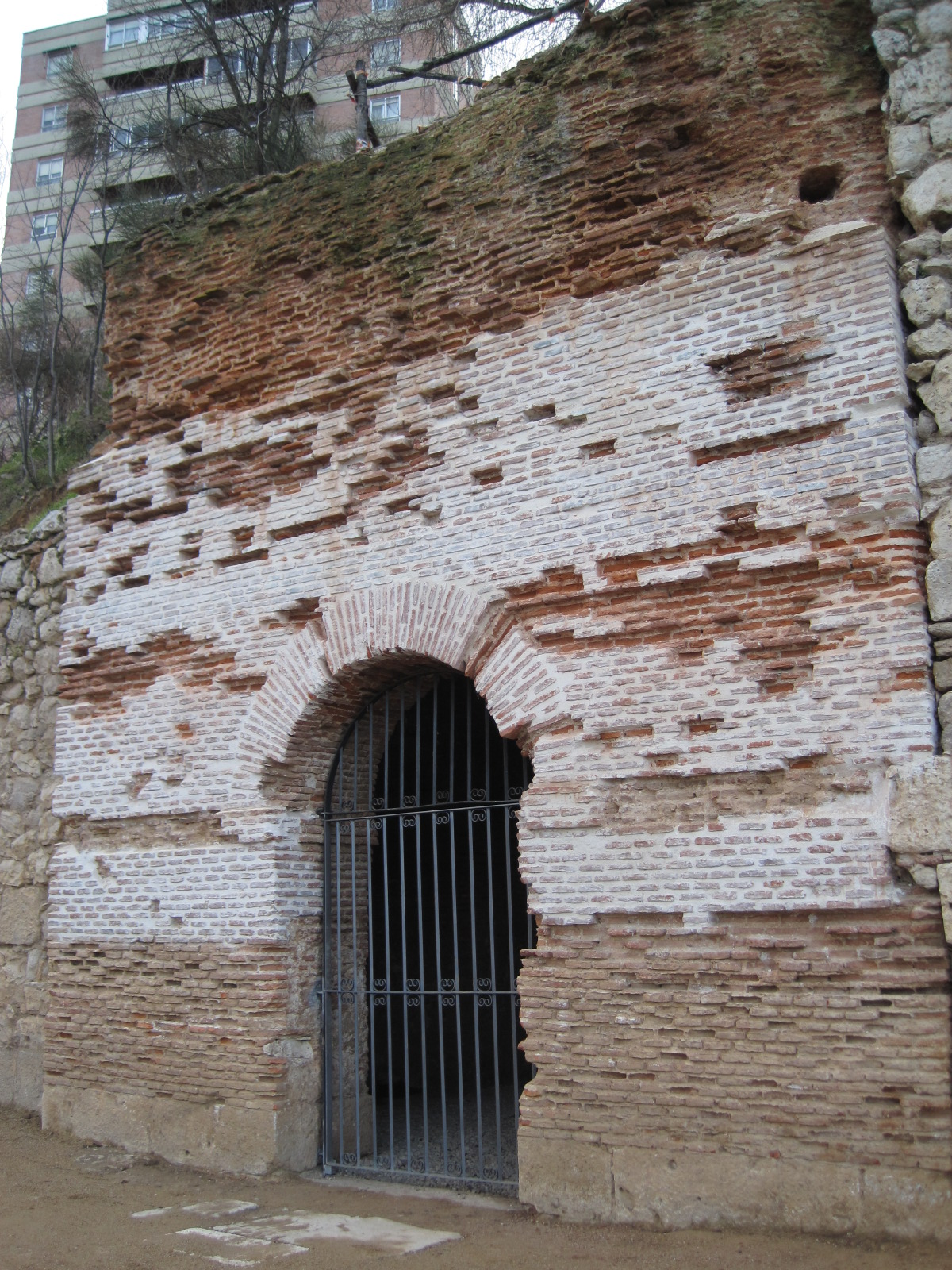
«Capilla» del palacio
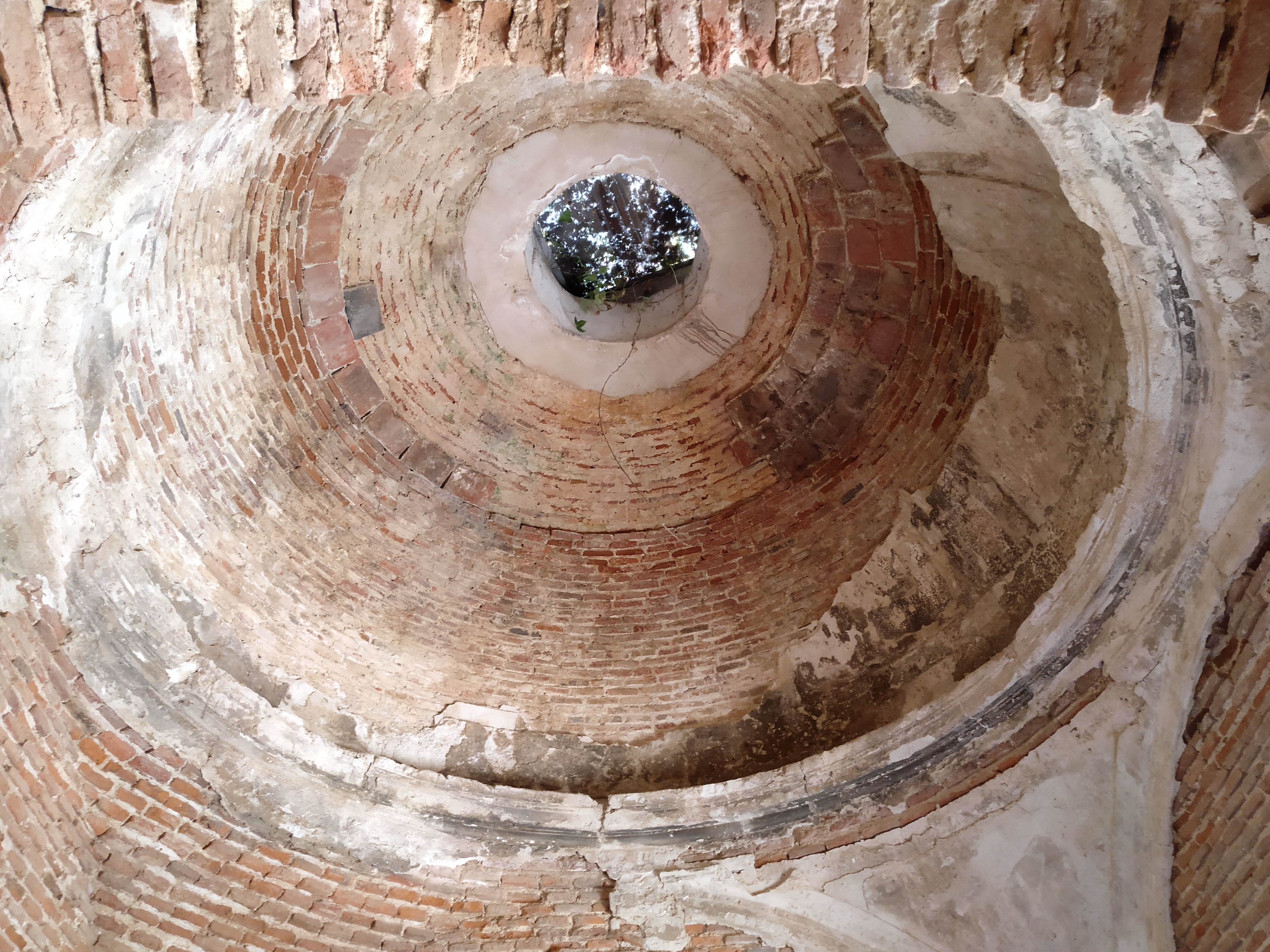
Interior de la cúpula de la «capilla»
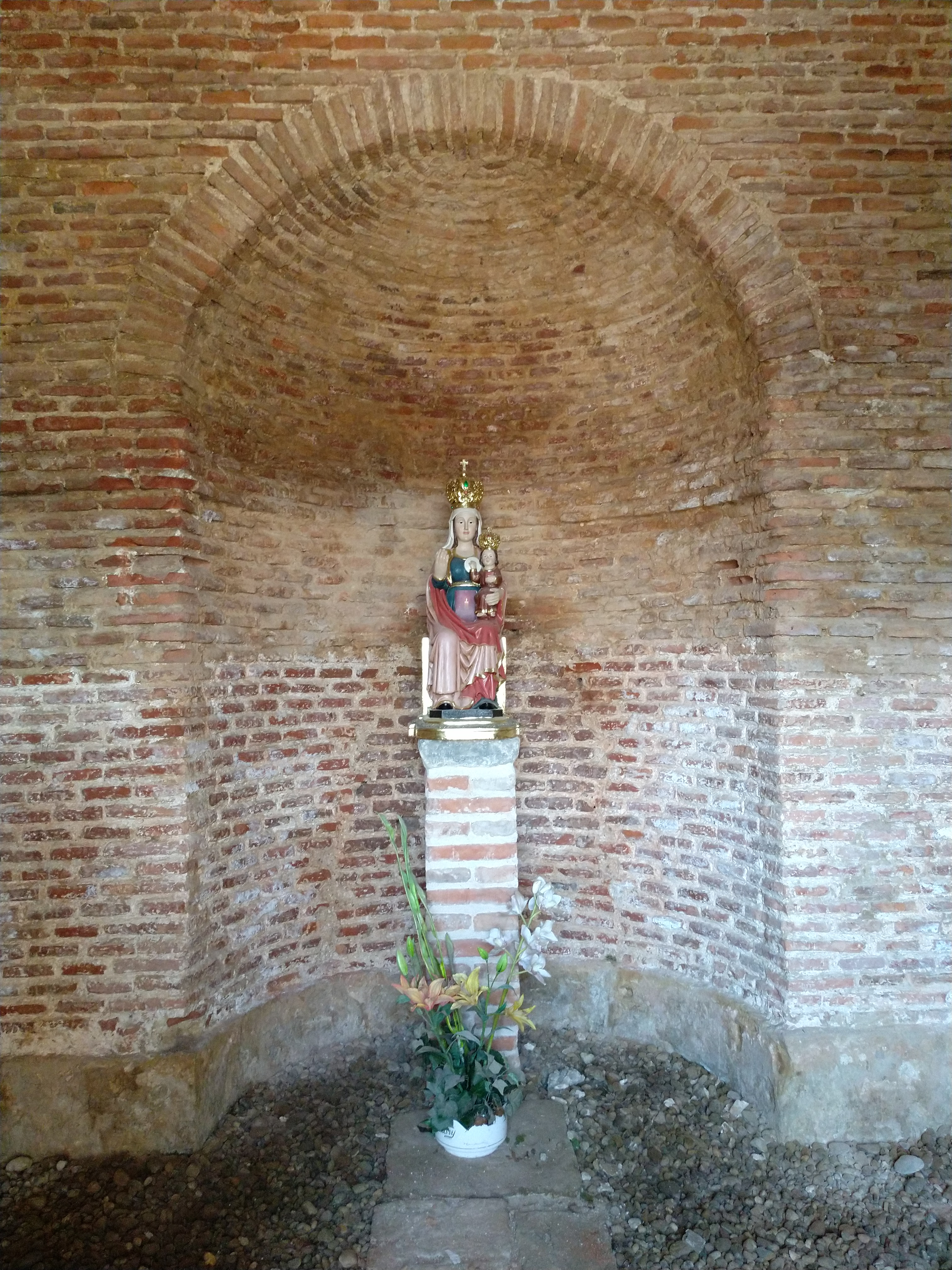
Altar en el interior de la «capilla»
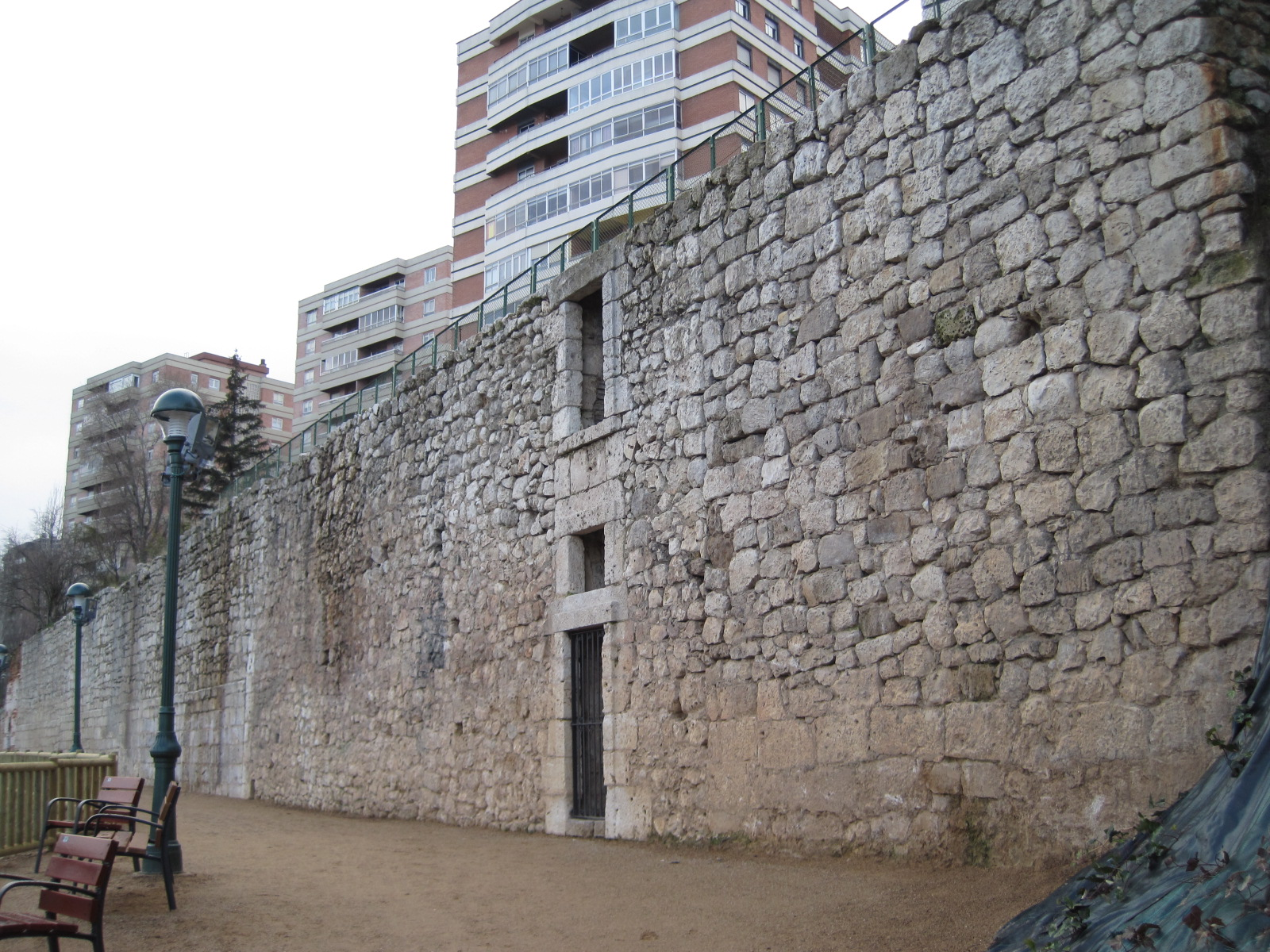
Restos del muro del palacio
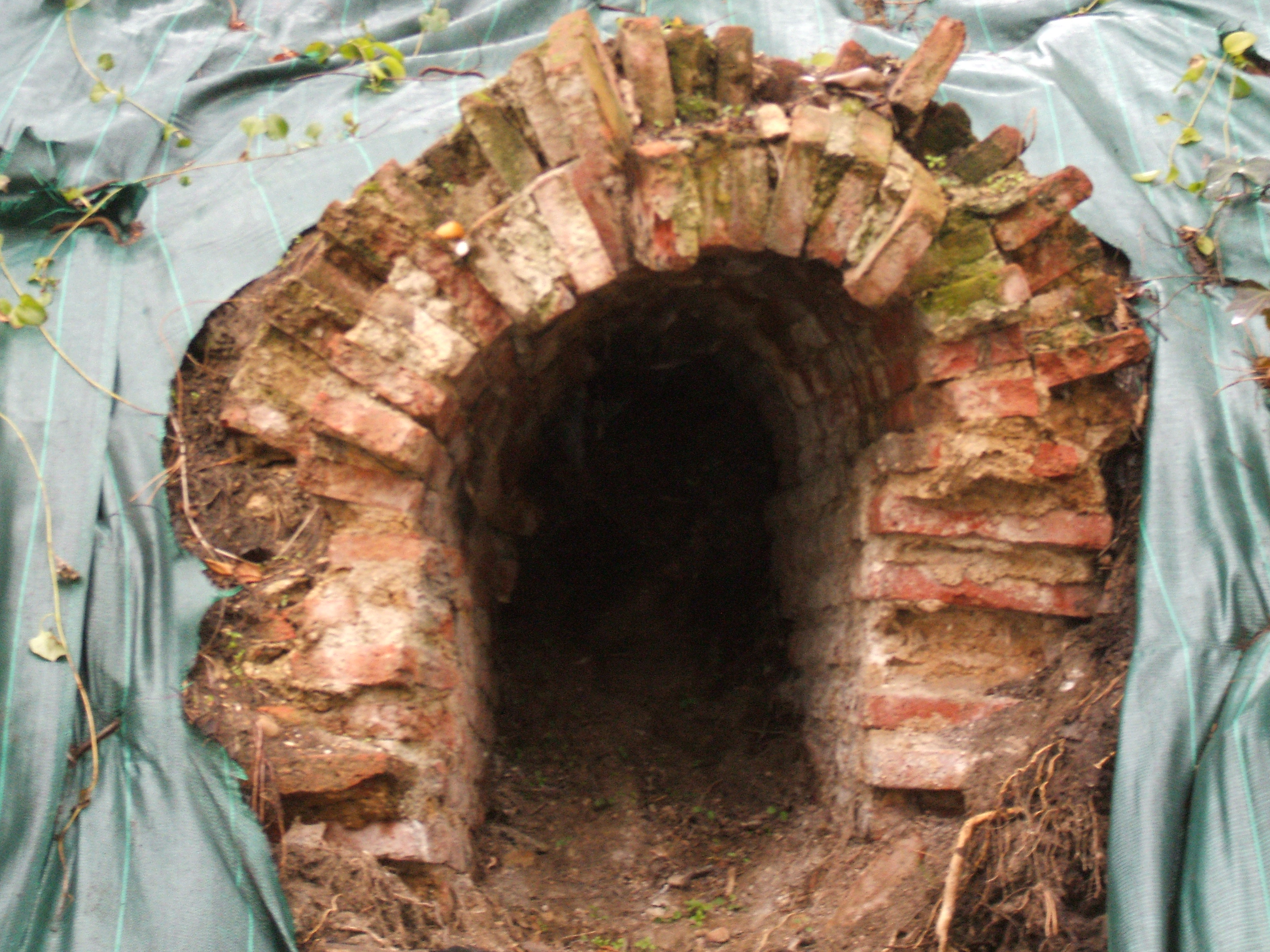
Restos del palacio de la Ribera
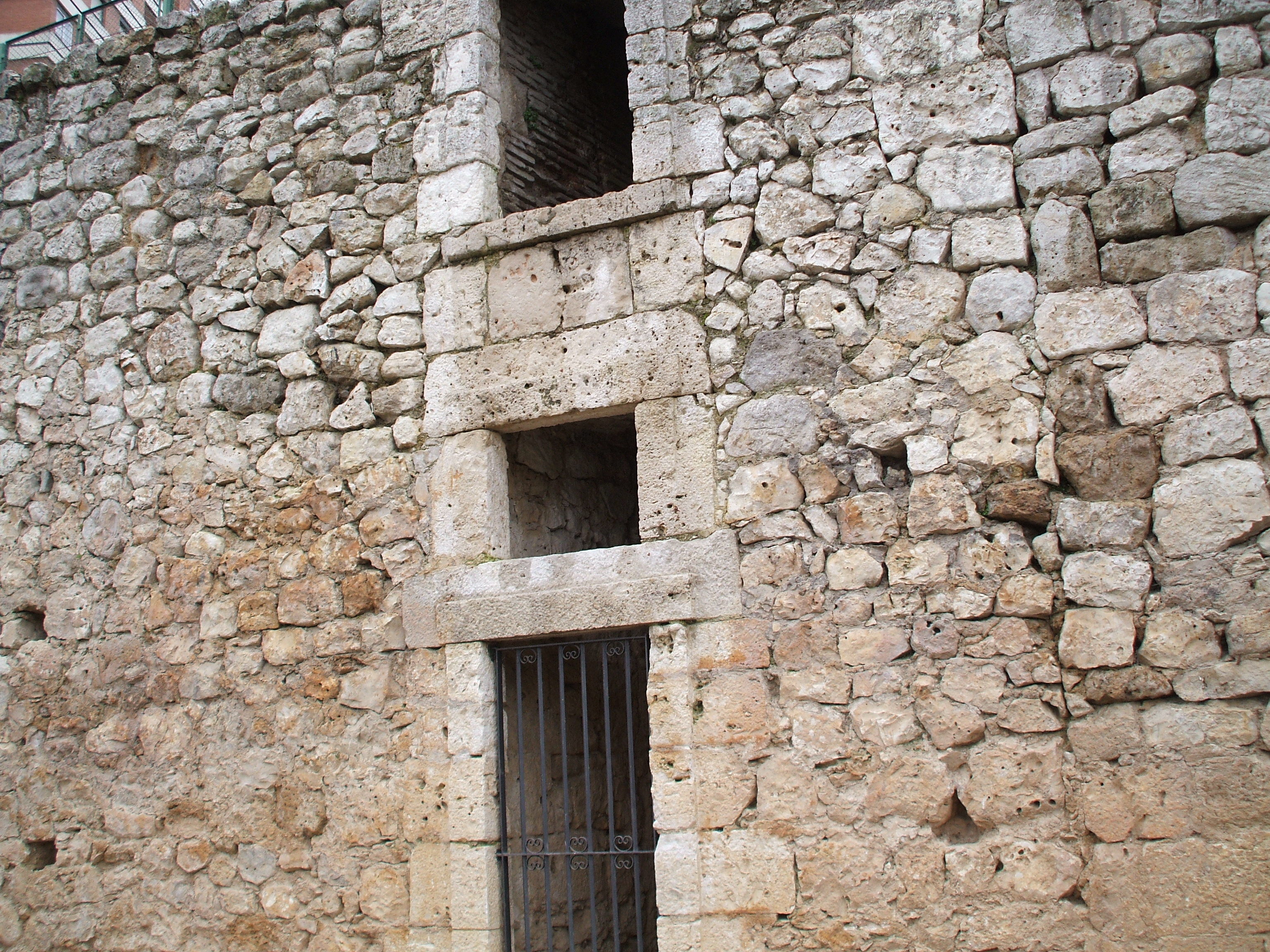
Ruinas de la fachada